# Dipodium pulchellum
Dipodium pulchellum är en orkidéart som beskrevs av David Lloyd Jones och Mark Alwin Clements. Dipodium pulchellum ingår i släktet Dipodium och familjen orkidéer. Inga underarter finns listade i Catalogue of Life.